# BMI Film & TV Awards 1987
Die Verleihung der BMI Film & TV Awards 1987 war die zweite ihrer Art. Bei der Verleihung werden immer Arbeiten des Vorjahres ausgezeichnet. In der neuen Kategorie Most Performed Song from a Film werden die jeweiligen Songkomponisten ausgezeichnet, es kann hier also Abweichungen von den Soundtrackkomponisten geben.

## Preisträger

### BMI Film Music Award
- Nochmal so wie letzte Nacht von Miles Goodman
- Mach’s noch mal, Dad von Danny Elfman
- Crocodile Dundee von Peter Best
- Zoff in Beverly Hills von Andy Summers
- Gung Ho von Thomas Newman
- Heartbreak Ridge von Lennie Niehaus
- Jenseits von Afrika von John Barry (Oscar für die beste Filmmusik 1986)
- Peggy Sue hat geheiratet von John Barry
- Poltergeist II – Die andere Seite von Jerry Goldsmith
- Pretty in Pink von Michael Gore
- Nummer 5 lebt! von David Shire

### Most Performed Song from a Film
- Auf kurze Distanz von Patrick Leonard (für den Song Live to Tell)
- Karate Kid II – Entscheidung in Okinawa von David Foster (für den Song Glory of Love)
- White Nights – Die Nacht der Entscheidung von Stephen Bishop (für den Song Separate Lives)

### BMI TV Music Award
- 227 von Ray Colcord
- Die Bill Cosby Show von Stu Gardner und Bill Cosby
- Dallas von Jerrold Immel und Lance Rubin
- Family Ties von Jeff Barry und Tom Scott
- Golden Girls von Andrew Gold
- Growing Pains von Steve Dorff
- L.A. Law – Staranwälte, Tricks, Prozesse von Mike Post
- Das Model und der Schnüffler von Al Jarreau
- My Sister Sam von Steve Dorff
- Harrys wundersames Strafgericht von Jack Elliott
- Wer ist hier der Boss? von Robert Kraft, Martin Cohan und Blake Hunter